# Corinto (Kolumbien)
Corinto ist eine Gemeinde (municipio) im Departamento Cauca in Kolumbien.

## Geographie
Corinto liegt in der Provincia del Norte in Cauca auf einer Höhe von 1050 bis 4000 m ü. NN, 118 km von Popayán entfernt an der Westseite der Zentralkordillere der kolumbianischen Anden. Corinto wird von den Flüssen Guengüe, Huasanó, Jagual, Negro und Paila durchflossen. Die Gemeinde grenzt im Norden an Miranda, im Süden an Toribío und Caloto, im Osten an Planadas im Departamento Tolima und im Westen an Padilla.

## Bevölkerung
Die Gemeinde Corinto hat 33.489 Einwohner, von denen 13.384 im städtischen Teil (cabecera municipal) der Gemeinde leben (Stand: 2019).

## Geschichte
Auf dem Gebiet des heutigen Corinto existierte bereits zu Kolonialzeiten eine Finca. Diese wurde Mitte des 19. Jahrhunderts von zwei Brüdern gekauft, die um die Finca herum den Bau eines Ortes vorantrieben. Offiziell gegründet wurde Corinto 1867 und erhielt bereits 1868 den Status einer Gemeinde.

## Wirtschaft
Die wichtigsten Wirtschaftszweige von Corinto sind Landwirtschaft und Tierhaltung. Insbesondere werden Zuckerrohr und Kaffee angebaut.